# Dicranomyia (Dicranomyia) tristigmata
Dicranomyia (Dicranomyia) tristigmata is een tweevleugelige uit de familie steltmuggen (Limoniidae). De soort komt voor in het Australaziatisch gebied.